# Lac Éternité (rivière Éternité)
Pour les articles homonymes, voir Lac Éternité.
Le lac Éternité est un plan d'eau tributaire de la rivière Éternité et de la rivière Saguenay. Il est situé dans la municipalité de Rivière-Éternité, dans la MRC Le Fjord-du-Saguenay de la région administrative Saguenay–Lac-Saint-Jean, dans la province de Québec, au Canada. Le lac Éternité chevauche les cantons de Brébeuf et de Hébert. Ce lac est intégré à la zec du Lac Brébeuf, une zone d'exploitation contrôlée.
La partie nord du lac Éternité est desservie par la route 170, soit la rue principale (sens est-ouest) laquelle passe au sud du lac Otis en allant vers l’ouest. Quelques autres routes forestières secondaires desservent le secteur du lac pour les besoins de la foresterie et des activités récréotouristiques.
La foresterie constitue la principale activité économique du secteur ; les activités récréotouristiques, en second.
La surface du lac Éternité est habituellement gelée de la fin novembre au début avril, toutefois la circulation sécuritaire sur la glace se fait généralement de la mi-décembre à la fin mars.

## Géographie
Les principaux bassins versants voisins du lac Éternité sont :
- côté nord : lac de la Tour, lac Otis, lac à la Croix, rivière Saguenay ;
- côté est : rivière Saint-Jean, rivière Éternité, rivière Saguenay, lac Périgny, lac à la Truite ;
- côté sud : rivière Saint-Jean, rivière à la Catin, lac des Hauteurs, rivière Malbaie ;
- côté ouest : lac Bailloquet, lac Brébeuf, rivière Pierre, bras de Ross, rivière Ha! Ha!.

Le lac Éternité comporte une longueur de 9,0 km en forme d’ancre de bateau, une largeur maximale de 2,6 km, une altitude est de 250 m et une superficie de km2. D'une longueur d'environ 180 m, la "Passe du lac Éternité" est situé au sud-ouest du lac ; elle relie le lac Éternité et le lac Bailloquet (longueur : 2,3 km ; 6altitude : 254 m) qui épouse la forme d'une croix.
La rivière Éternité prend sa source lac Éternité (longueur navigable : 9,0 km ; altitude : 250 m). La partie Nord-Est du lac a la forme d'un cou et d'une tête de girafe regardant vers le Sud-Est ; la partie Sud-Ouest a la forme d'une croix dont le sommet est orienté vers le sud-est. Les deux parties du lac sont reliées vis-à-vis la décharge du lac Bailloquet. Ce lac est entouré de montagnes.
L'embouchure du lac Éternité est situé à :
- 5,2 km au sud-ouest du centre du village de Rivière-Éternité ;
- 7,5 km au nord-est du lac Brébeuf ;
- 13,5 km au sud-est d’une baie de la rivière Saguenay ;
- 14,6 km au sud-ouest de la confluence de la rivière Éternité (baie Éternité) et de la rivière Saguenay ;
- 31,9 km au nord-est de l’embouchure du lac Ha! Ha! ;
- 56,1 km à l’est du centre-ville de Saguenay (ville) ;
- 49,4 km à l’ouest du centre-ville de Tadoussac.

À partir de l'embouchure du lac Éternité, le courant descend la rivière Éternité sur 19,8 km vers le nord-est jusqu’à la Baie Éternité que le courant traverse sur 3,0 km vers le nord jusqu’à l’entrée de la baie ; puis le courant descend vers l'est la rivière Saguenay sur 65,4 km jusqu'à Tadoussac où cette dernière rivière se déverse dans le fleuve Saint-Laurent.

## Toponymie
L'explorateur Joseph Bureau, dans son rapport de 1904 sur le canton de Hébert, désigne ce plan d’eau « le grand lac Éternité ».
Le toponyme « lac Éternité » a été officialisé le 5 décembre 1968 par la Commission de toponymie du Québec.